# Avon Park Air Force Range
 (mai 2023).
Si vous disposez d'ouvrages ou d'articles de référence ou si vous connaissez des sites web de qualité traitant du thème abordé ici, merci de compléter l'article en donnant les références utiles à sa vérifiabilité et en les liant à la section « Notes et références ».
L’Avon Park Air Force Range est un site d'entraînement de l'United States Air Force situé près d'Avon Park, à la frontière des comtés de Highlands et de Polk, en Floride.
Il fait partie de MacDill Air Force Base

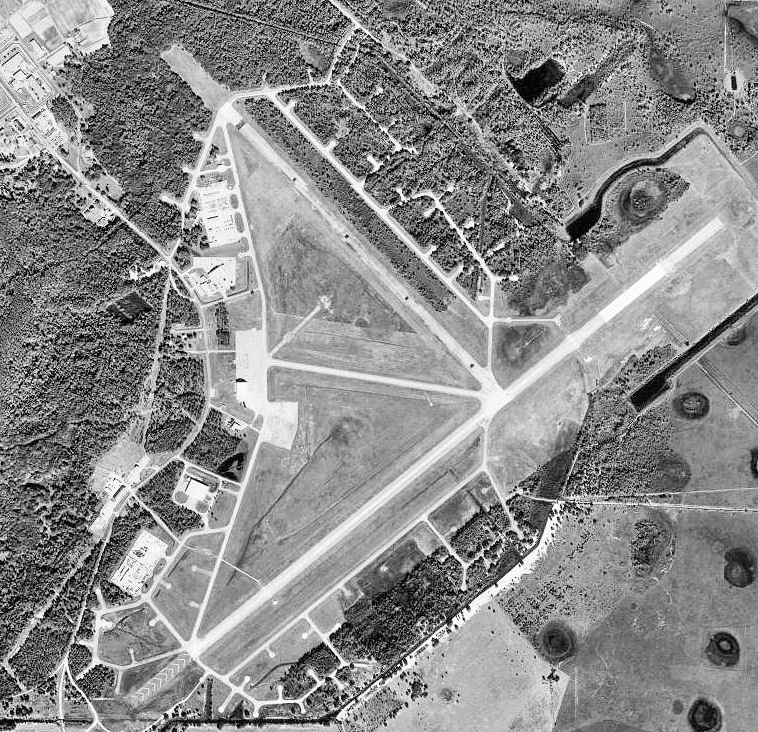
Pistes de l'Avon Park Air Force Range en 1999.